# Pochrzyn skrzydlaty
Pochrzyn skrzydlaty, pochrzyn skrzydlasty, jams skrzydlaty (ta nazwa jest nieprawidłowa), ignam skrzydlaty, (Dioscorea alata L.) – gatunek rośliny należący do rodziny pochrzynowatych (Dioscoreaceae). Prawdopodobnie pochodzi z rejonu Himalajów. Aklimatyzował się i rośnie dziko w tropikalnych rejonach Afryki, Australii, w Ameryce Północnej i Południowej. 

## Morfologia
ŁodygaWysokość pnącza dochodzi do 25–30 m.
KwiatyRoślina dwupienna, kwiaty drobne z okwiatem złożonym z dwóch szeregów (po 3 w każdym) listków okwiatu.
OwoceTrójgraniasta, trójkomorowa torebka. Owoce zawierają biały miąższ, smakiem przypominający ziemniak.
BulwaBarwy białej, czerwonej lub brązowej (w zależności od odmiany) o ciężarze dochodzącym do 18 kg i walcowatym kształcie. Jedna roślina może wytworzyć do 3 bulw.

## Zastosowanie
Bulwy zawierają dużo skrobi i są jadalne, ale gorzkie. Gorycz tę łatwo jednak usuwa się przez płukanie. Z bulw sporządza się m.in. mąkę. Roślina do uprawy wymaga dość żyznej gleby. Uprawiana jest pospolicie w Indiach, Polinezji, na Antylach, w tropikalnej Afryce oraz w Gujanie. Bulwy bardzo dobrze przechowują się.

## Znaczenie w hinduizmie
Pochrzyn w języku tamilskim na nazwę identyczną z imieniem żony boga Murugana – jest jej świętą rośliną.

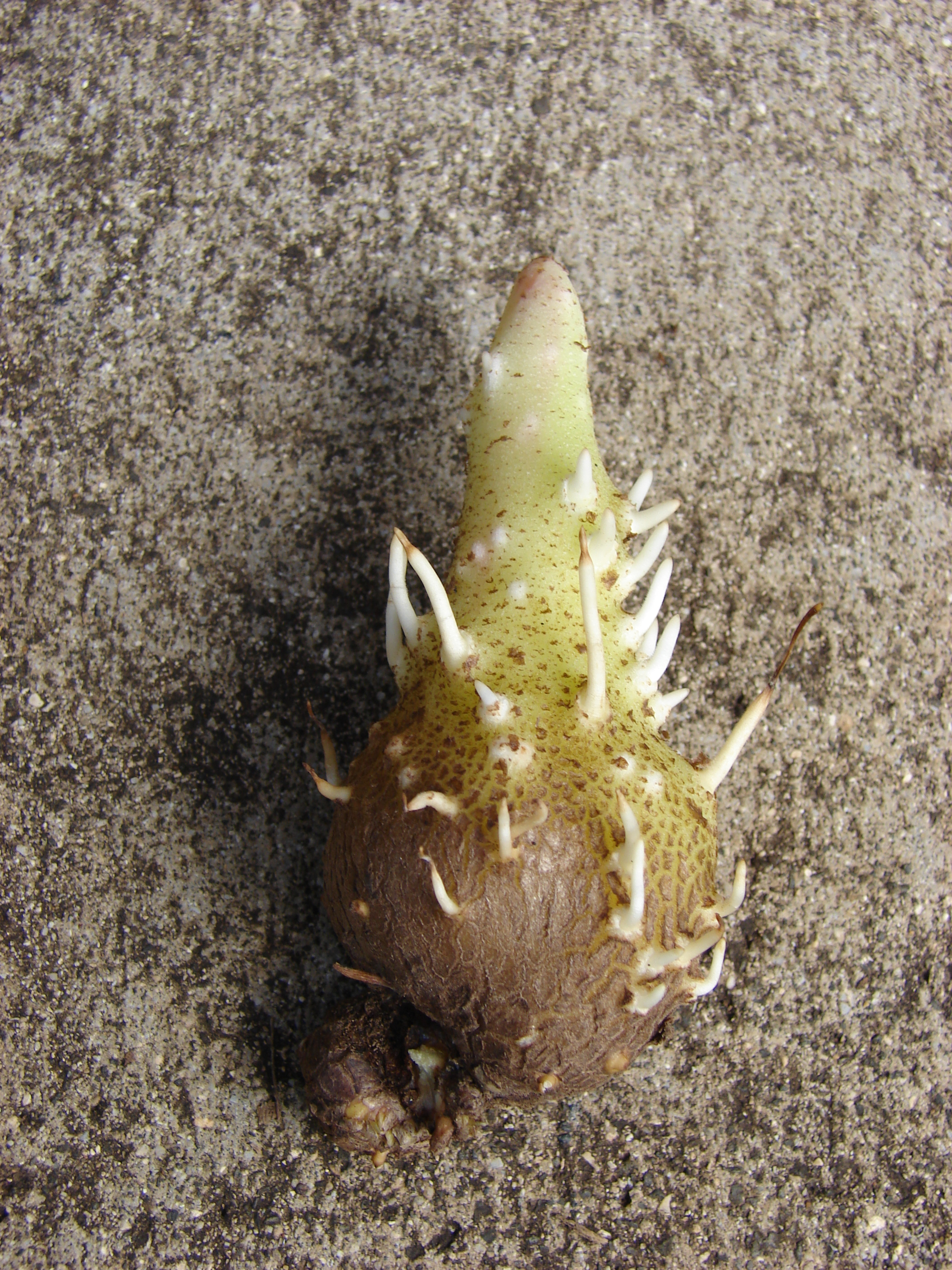
Bulwa